# Harold Barker
Harold Ross Barker (* 12. April 1886 in London; † 29. August 1937 in Henley-on-Thames) war ein britischer Ruderer.

## Karriere
Barker wurde 1886 im Londoner Stadtteil Marylebone als Sohn des Dekans von Carlisle geboren. Er besuchte zunächst das Eton College und anschließend die University of Oxford.
1908 gewann er bei der Henley Royal Regatta mit dem Achter seines Colleges, Christ Church, den Grand Challenge Cup. Zudem sicherte er sich gemeinsam mit Albert Gladstone im Zweier ohne Steuermann den Sieg im Silver Goblets Cup. Beim Boat Race unterlag er mit der Mannschaft der University of Oxford gegen Cambridge.
Im Juli 1908 nahm Barker an den Olympischen Spielen in London teil und gewann im Vierer ohne Steuermann mit der Mannschaft des Leander Club die Silbermedaille. 1909 revanchierte er sich beim Boat Race und gewann mit der Mannschaft aus Oxford. Vier Jahre später trainierte er das siegreiche Team der Oxford University bei demselben Rennen.
Während des Ersten Weltkriegs diente er als Captain der Green Howards in der British Army. 1921 und 1926 kehrte er als Trainer zum Boat Race zurück.
Neben dem Rudersport arbeitete Barker für das Board of Education und war später als Barrister tätig. Sein Schwager Eric Walter Powell nahm 1908 ebenfalls an den Olympischen Spielen teil – zuvor war er bereits beim Boat Race desselben Jahres gegen ihn angetreten.